# Nyarumira
Nyarumira är ett periodiskt vattendrag i Burundi.   Det ligger i provinsen Muramvya, i den centrala delen av landet, 26 km öster om huvudstaden Bujumbura.
Omgivningarna runt Nyarumira är en mosaik av jordbruksmark och naturlig växtlighet. Runt Nyarumira är det tätbefolkat, med 369 invånare per kvadratkilometer.